# 암흑물질성
암흑 물질 별 (이하 암흑별)은 우주 초기 일반적인 별이 생성될 수 있는 환경이 갖추어지기 전에 존재했을 것으로 추측되는 별이다. 지금의 별들은 대부분 보통 물질로 이루어져 있으나, 뉴트랄리노와 암흑물질이 내부에 고응집되면 암흑물질 입자의 소멸 반응을 통해 열을 발산한다. 이 열은 그러한 종류의 별들 내부에서 보통물질 원자들 간의 핵융합이 일어나는 것을 막아 상대적으로 작은 크기의 일반적인 별들로 붕괴되는 것을 방지한다.
이 모델에서는, 암흑별은 수소와 헬륨으로 이루어진 4~2000천문단위의 지름을 가지는 거대한 구름 형태로 추측되며, 그 표면은 온도가 낮아 육안으로는 볼 수 없는 방사선을 발산할 것이라 예상된다.
불가능에 가깝지만 만약 현대까지 암흑별이 존재했다면 감마선, 뉴트랄리노, 반물질의 방출로 인해 관측 가능했을 것이며, 일반적으로는 이런 고에너지 입자를 포함하지 않는 차가운 수소 기체 구름으로 감싸져 있을 것으로 추측된다.

## 같이 보기
- 쿼시 별
- 원시 블랙홀

## 참고 문헌
- Douglas Spolyar, Katherine Freese, and Paolo Gondolo, "Dark matter and the first stars: a new phase of stellar evolution", Physical Review Letters, January (2008)
- Katherine Freese, Paolo Gondolo, and Douglas Spolyar "The Effect of Dark Matter on the First Stars: A New Phase of Stellar Evolution", Proceedings of First Stars III, Santa Fe, New Mexico, 16–20 July (2007).
- Moore, Nicole (2-Dec-2007). "Dark matter powered the first stars, physicists speculate" (Press release). University of Michigan.
- Siegel, Lee (2-Dec-2007). "Were the first stars dark?" (Press release). University of Utah.
- Spolyar, Douglas; Katherine Freese; Paolo Gondolo (2007년 12월 3일). “Dark matter in newborn universe doused earliest stars”. 《Physical Review Letters》 (Reported in Physorg.com). 2007년 12월 4일에 확인함. News Report
- Katherine Freese, Peter Bodenheimer, Paolo Gondolo, Douglas Spolyar (2008). "Dark Stars: the First Stars in the Universe may be powered by Dark Matter Heating". arXiv:0812.4844 [astro-ph].